# Філ Радд
Філіп (Філ) Х'ю Норман Радд (англ. Phillip Hugh Norman Rudd, при народженні  Філіп Х'ю Норман Вітшке Рюдзевекуіс англ. Phillip Hugh Norman Witschke Rudzevecuis; 19 травня 1954) — австралійський ударник. Відомий по роботі з групою AC/DC з 1975 до 1983 року, а потім з 1994 року. У списку 50 найкращих рок-барабанщиків за версією журналу Classic Rock займає 27 місце.

## Біографія
Народився в литовській сім'ї 19 травня 1954 в Мельбурні, Радд почав грати на барабанах в підлітковому віці й став дуже серйозно ставиться до майбутньої кар'єри в музиці. До AC/DC він грав у кількох групах в Мельбурні (Rose Tattoo, та ін.)

### Співпраця з групою AC/DC
Після того, як у 1977 бас-гітарист Марк Еванс покинув AC/DC, Філ залишився єдиним австралійцем у групі.
У 1980 вокаліст Бон Скотт помер. Група з новим вокалістом Браяном Джонсоном записала їх найуспішніший альбом, Back in Black. Філ Радд прийняв смерть Скотта жахливо, але продовжував грати в AC/DC, поки не залишив групу під час запису альбому Flick of the Switch у 1983. Він закінчив свій внесок у цей альбом, і, хоча був запрошений сесійний барабанщик Бі Джей Вілсон, щоб допомогти закінчити запис, в підсумку барабанні партії Вілсона не використовувалися. Звільнення Філа з групи було частково результатом його власних проблем з наркотиками та конфліктом з Малколмом Янгом, який зрештою став фізичним.
Замінив Філа барабанщик з Манчестера Саймон Райт.
Після звільненим з AC/DC, Філ переїхав до Нової Зеландії, де  купив вертолітну компанію. Фанати AC/DC почали регулярно приїжджати та намагалися знайти його місцезнаходження.
Сам Філ Радд говорив про своє життя після відходу з AC/DC: «Я ганяв на автомобілях, керував вертольотами, став фермером і прищеплював деякі зернові культури. Я жив в Новій Зеландії, яка була великим, гарним і тихим місцем». Але Філ не припиняв грати на барабанах.

### Повернення до AC/DC
Під час світового туру The Razor's Edge у 1991 році у Новій Зеландії, AC/DC запропонували Філу знову працювати з ними. Радд вирішив прийняти їх пропозицію і, зрештою, був повторно прийнятий в групу в 1995 році.

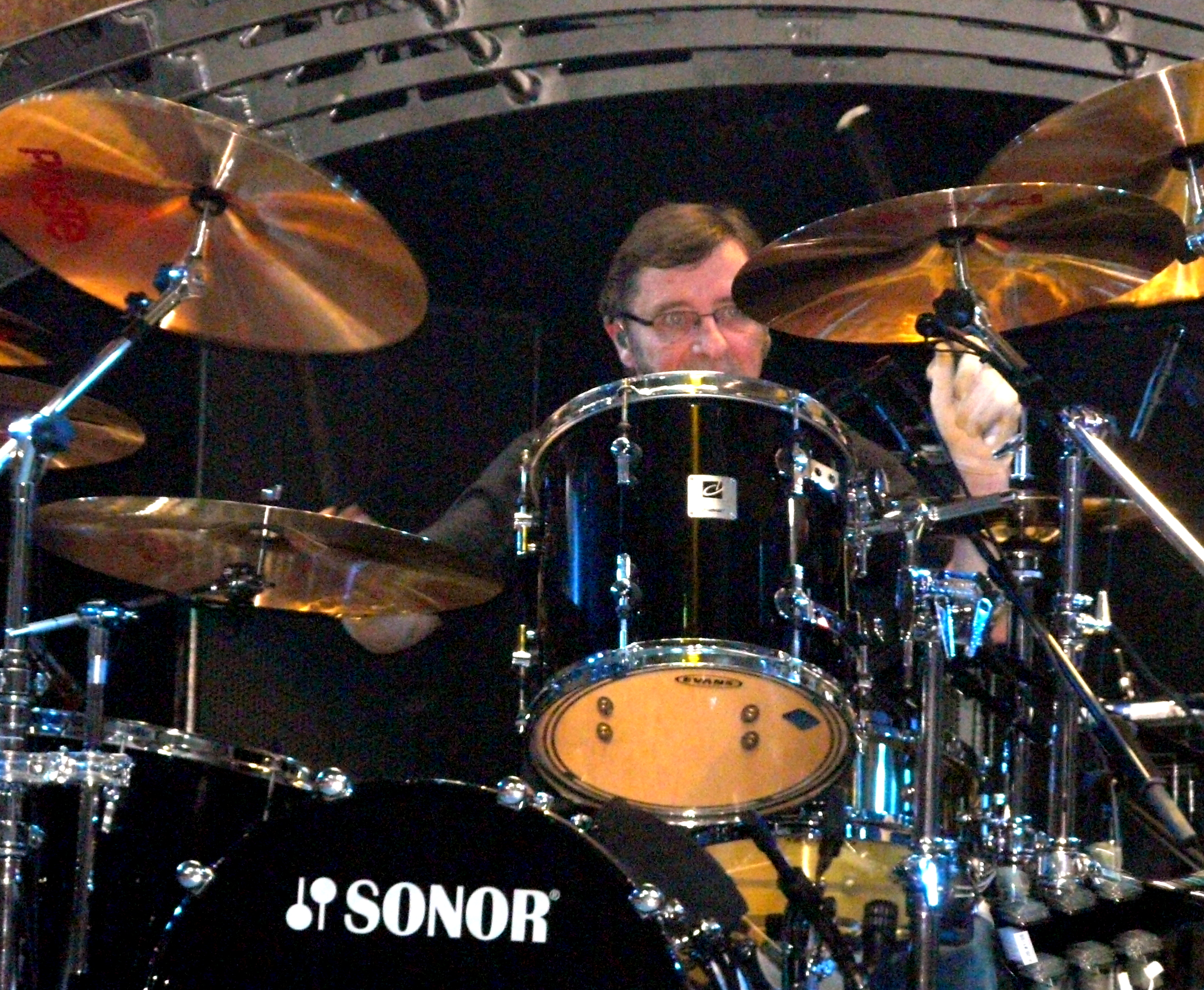
Філ Радд на концерті у 2008 році

Стиль гри Філа вважають самим сумісним зі стилем інших учасників групи. Тому вони були раді його поверненню, а Кріса Слейда попросили покинути групу. Потрібно відзначити, що не було ніякої неприязні в результаті відходу Слейда.
У 2003 році Філ був включений до Зали слави рок-н-ролу разом з іншими членами AC/DC. У 2005 році увійшов до списку 50 найкращих рок-барабанщиків за версією журналу Classic Rock. Філ Радд грає на барабанах фірми Sonor, на честь їх 40-річної співпраці був випущений іменний малий барабан і Phil Rudd Special Edition Drum Set
Відтоді з ним було записано три альбоми AC/DC: Ballbreaker, Stiff Upper Lip та Black Ice.

### Особисте життя
З 1 грудня 2010 року, Радд був звинувачений у зберіганні 25 г марихуани на своєму човні в Тауранга, Нова Зеландія.
30 липня 2011, було оголошено, що барабанщик придбав ресторан Bridge Marina в Тауранга, де він проживає. Він назвав його "Місце Філа", і спеціалізується на продажі морепродуктів і високоякісних стейків. Ресторан був тимчасово закритий у липні 2012 року. Було заплановано відкриття ресторану до кінця 2012 року, яке було знову перенесене  до 10 квітня 2013 року.

## Дискографія

### Австралія
- High Voltage (LP; лютий 1975)
- T.N.T. (LP; грудень 1975)
- Dirty Deeds Done Dirt Cheap (LP; вересень 1976)
- Let There Be Rock (LP; березень 1977)
- Powerage (LP; червень 1978)
- If You Want Blood You've Got It (LP; листопад 1978)
- Highway to Hell (LP; листопад 1979)
- Back in Black (LP; серпень 1980)
- For Those About to Rock We Salute You (LP; листопад 1981)
- Flick of the Switch (LP; серпень 1983)
- Ballbreaker (LP; вересень 1995)
- AC/DC Volume 1 (6 LP, компіляція; листопад 1995) — набір з 6 дисків
- AC/DC Volume 2 (5 LP, компіляція; листопад 1995) — набір з 5 дисків
- Bonfire (4 LP, компіляція; листопад 1997) — набір з 4 дисків
- Boom Box (15 LP, компіляція; лютий 1999) — набір з 15 дисків
- Stiff Upper Lip (LP; лютий 2000)
- Stiff Upper Lip — Australian Tour Edition (2 LP, концертний; січень 2001) — набір з 2 CD
- AC/DC Box Set (17 LP, компіляція; січень 2001) — набір з 17 дисків
- Black Ice (серпень 2008)

### Європа і США
- High Voltage (LP; травень 1976)
- Dirty Deeds Done Dirt Cheap (LP; грудень 1976) (Європейський реліз)
- Let There Be Rock (LP; жовтень 1977)
- Powerage (LP; травень 1978)
- If You Want Blood You've Got It (LP; жовтень 1978)
- Highway to Hell (LP; серпень 1979)
- Back in Black (LP; липень 1980)
- Dirty Deeds Done Dirt Cheap (LP; квітень 1981) (Видання в США)
- For Those About to Rock We Salute You (LP; листопад 1981)
- Flick of the Switch (LP; серпень 1983)
- Ballbreaker (LP; вересень 1995)
- Bonfire (LP; грудень 1997) (збірка, присвячена пізній творчості Бона Скотта)
- Stiff Upper Lip (LP; лютий 2000)